# Voriconazol
Voriconazol (INN)  is een triazool antimycoticum voor de behandeling van progressieve, mogelijk levensbedreigende schimmelinfecties, waaronder invasieve aspergillose veroorzaakt door Aspergillus, ernstige invasieve candidiasis (vooral indien de schimmel resistent is tegen fluconazol), en ernstige infecties veroorzaakt door Scedosporium of Fusarium.
Voriconazol is de actieve stof in het middel Vfend van Pfizer. Vfend werd op 19 maart 2002 vergund in de Europese Unie.

## Werking
Antischimmelmiddelen van de triazoolgroep verhinderen de vorming van ergosterol, dat in de celmembranen van de schimmels voorkomt. Daardoor kan de schimmel zich niet meer vermeerderen en sterft hij af.

## Bijwerkingen
De meest voorkomende bijwerkingen zijn perifeer oedeem (opzwelling van de armen en benen), hoofdpijn, gezichtstoornissen (waaronder wazig zien, veranderingen van de kleurwaarneming en overgevoeligheid voor licht), maagpijn, misselijkheid, braken, diarree, huiduitslag en koorts.